# HMS Royal Oak (1892)
La HMS Royal Oak, settima nave da guerra britannica a portare questo nome, è stata una nave da battaglia pre-dreadnought classe Royal Sovereign della Royal Navy. Venne impostata nei cantieri Cammell Laird il 29 maggio 1890, varata il 5 novembre 1892 ed entrò in servizio il 14 gennaio 1896.

## Caratteristiche tecniche
La Royal Oak fu l'unica nave della classe Royal Sovereign a non venire attrezzata con i tubi del vapore a poppa dei fumaioli, cosa che la rese facilmente distinguibile dalle sue sorelle.
Al momento del loro ingresso in servizio, le navi di questa classe erano tra le migliori navi da battaglia in servizio. Il loro ampio bordo libero migliorava la loro tenuta del mare, permettendo di ingaggiare battaglia anche in condizioni meteorologiche proibitive, fattore importante visto il loro utilizzo nel Mare del Nord e nell'Atlantico settentrionale. Avevano però una tendenza a rollare in casi di mare molto mosso, cosa che portò i marinai a soprannominare le navi "Rolling Ressies". Il soprannome rimase nonostante la rapida correzione di questo difetto, risolto con l'aggiunta di alette stabilizzanti sulla chiglia. Le navi di questa classe erano anche più rapide e meglio armate delle unità precedenti, avendo però anche un peso decisamente maggiore che superava ampiamente le 10.000 tonnellate.
L'armamento principale consisteva di quattro cannoni BL 13,5 in Mk I–IV da 343 mm in due barbette e dieci cannoni QF 6 in/40 da 152 mm come armamento secondario, oltre ad una serie di pezzi a raggio e di calibro minore. Era anche dotata di sette tubi lanciasiluri da 457 mm e di una corazzatura di acciaio alla cintura che arrivava a misurare 457 mm .

## Servizio
Al momento dell'ingresso in servizio la Royal Oak venne assegnata al Particular Service Squadron, poi rinominato Flying Squadron (Squadrone Volante). Quando questa formazione venne sciolta la nave venne trasferita nella riserva a Portsmouth
Rientrò in servizio il 9 marzo 1897 per essere assegnata alla Mediterranean Fleet, dove rilevò la nave da battaglia Collingwood. Raggiunse malta il 5 aprile seguente e vi rimase fino al 1902, quando venne rilevata dalla nave da battaglia Bulwark
Tornata in patria il 6 giugno dello stesso anno entrò in cantiere a Chatham per un raddobbo.
Il 6 febbraio 1903 venne assegnata alla Home Fleet, rilevando la Nile e ricevendone buona parte dell'equipaggio. Nell'estate del 1903 partecipò alle esercitazioni congiunte nell'Atlantico tra Home Fleet, Channel Fleet, Mediterranean Fleet e Squadrone Incrociatori.
Nell'aprile 1904 mentre si trovava al largo delle Isole Scilly urtò un relitto insieme alla nave della stessa classe Revenge, soffrendo dei danni alla chiglia. Il 9 maggio divenne la ammiraglia del Comandante in Seconda della Home Fleet, al posto della Empress of India, appartenente alla stessa classe. Nell'estate seguente partecipò alle manovre annuali.
Il 7 marzo 1905 venne trasferita nella riserva di Chatham e il suo equipaggio venne trasferito sulla Caesar. Il giorno successivo ricevette un equipaggio ridotto per il servizio nella Divisione Sheerness-Chatham della Riserva. Durante dei lavori a Chatham l'11 maggio seguente un'esplosione a bordo uccise un operaio e ne ferì altri tre.
Nel mese di luglio partecipò alle manovre della flotta di riserva, dopodiché l'equipaggio venne trasferito sulla nave da battaglia Ocean, ricevendo un nuovo equipaggio per servire come riserva di emergenza.
Le navi della sua classe divennero rapidamente obsolete con l'ingresso in servizio delle nuove navi da battaglia, che entrarono in linea a partire dal 1906. La Royal Oak venne messa in disarmo nel dicembre 1911. Nell'agosto 1912 venne ormeggiata sul Motherbank, dove rimase fino al 14 gennaio 1914, quando venne venduta per essere demolita nei cantieri Thos. W. Ward di Briton Ferry.